# 山本隆太
山本 隆太（やまもと りゅうた、 - 2017年5月6日）は、日本のピアニスト、シンガーソングライター。編曲家、音楽プロデューサー。

## 人物
東京都港区生まれ。6才よりピアノ15才より作詞作曲とギターを始め、18才で渡米すると、帰国後はさまざまなバンドを経て、ロックンロール、ブルース、ニューオーリンズファンク、ハワイアン、沖縄音楽など様々なジャンルを融合した楽曲を扱い、都内を中心に全国各地でライブ活動を行った。
2006年、ハワイアンミュージックバンド「Nā Lei」に加入。2010年、1st アルバム「僕はまた旅をしたくなった」を発表。また2016年には、自身のソロアルバム『HOME』を発表。同年には ドラマーである柳原和也とピアノ・ドラムユニット『The Blue Mountains』を結成した。
2017年5月6日、癌との闘病の末、死去。同年、9月28日、都内で追悼ライブが行われた。
全国でのライブ活動の他にも、自身が作詞を手掛けた『うたのうた』のBEGIN、夏川りみへの提供及び、ディズニー・ピクサー映画「トイストーリー3」における日本語版エンディングテーマ曲の訳詞、歌唱を担当するなど、幅広い方面で活躍した。